# Florence Aubenas
Florence Aubenas (n. 6 februarie 1961 în Belgia) este o jurnalistă franceză, reporter la cotidianul Libération. Ea a fost ținută ostatică în Irak din 5 ianuarie până în 11 iunie 2005.

## Biografie
Absolventă a Centrului de Formare a Jurnaliștilor din Paris (promoția 1984), Aubenas a lucrat pentru cotidianele Le Matin și Le Nouvel Économiste, înainte să ajungă la Libération. Ea a fost corespondent jurnalistic în Ruanda, Kosovo, Algeria, Afganistan și Irak, dar și în cadrul unor evenimente majore în Franța.

### Răpirea
Florence Aubenas a fost răpită în Bagdad, împreună cu ghidul său irakian, Hussein Hanoun al-Saadi. Ei au fost eliberați după cinci luni de captivitate (157 zile, mai precis). Mai multe declarații de după eliberare confirmă faptul că ea a fost ținută ostatică în același loc cu jurnaliștii români Marie Jeanne Ion, Sorin Mișcoci și Eduard Ovidiu Ohanesian, răpiți in Irak.

#### Caseta video din data de 1 martie 2005
O casetă video filmată în Irak și difuzată la 1 martie o înfățișa pe Florence Aubenas, vorbind în limba engleză timp de 26 de secunde.
Ea părea foarte afectată de detenție. Tânăra femeie declara: Sănătatea mea este foarte proastă. Stau rău și pe plan psihic. La sfârșitul casetei, Aubenas cerea ajutorul deputatului francez Didier Julia.
Mărturiile lui Christian Chesnot și Georges Malbrunot, jurnaliști răpiți anterior în Irak, pun la îndoială această casetă. Se pare că răpitorii folosesc un proiector de lumină verde, pentru a accentua oboseala victimei lor, și o forțează pe aceasta din urmă să învețe un text pe de rost, pentru a-l reproduce în fața camerei.
Autoritățile și familia lui Florence Aubenas au declarat că un alt clip video le fusese trimis cu o săptămână înainte (pe suport CD-Rom).

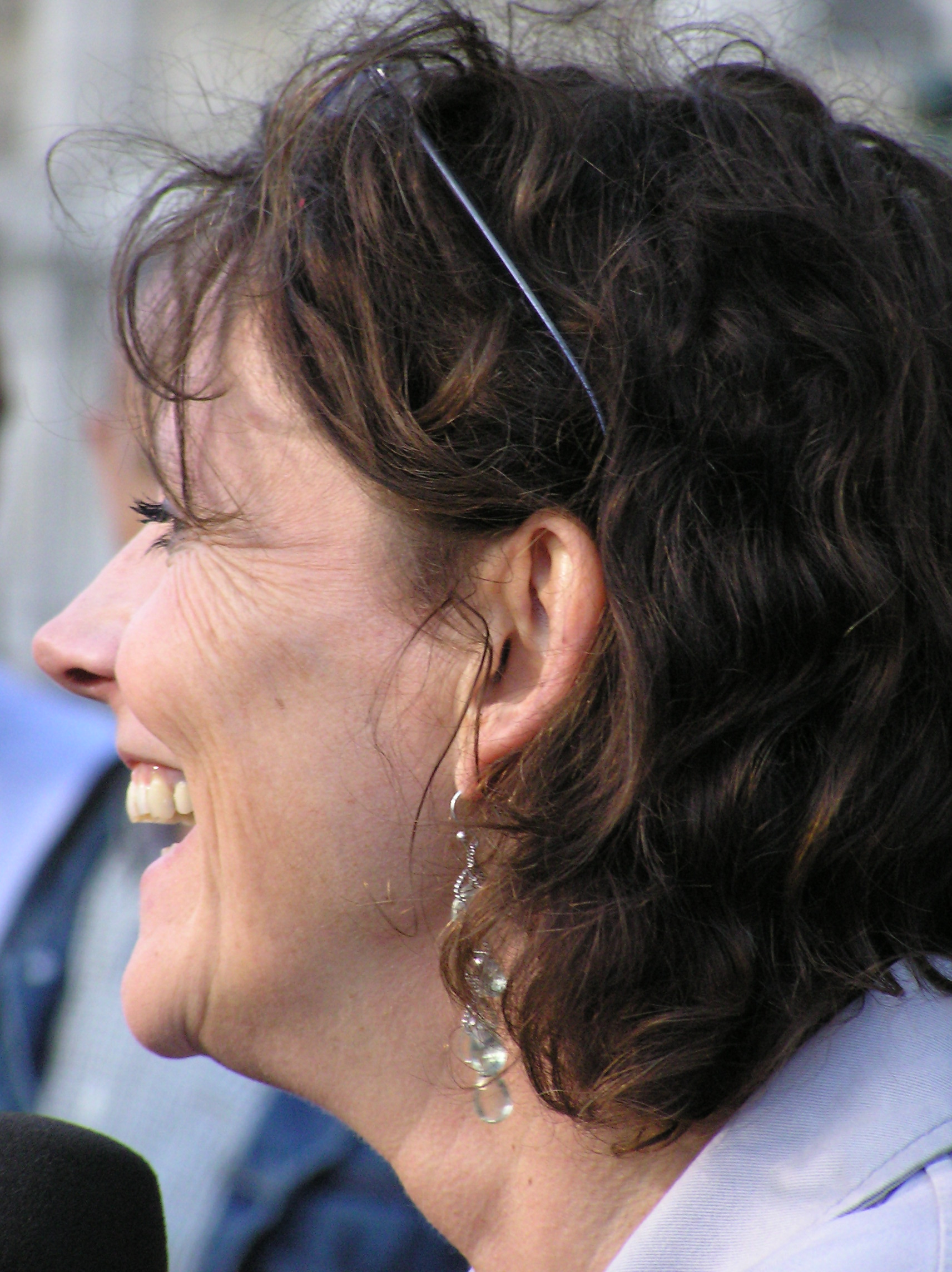
Florence Aubenas.

#### Susținere
Pe durata captivității s-au constituit o serie de comitete de susținere. După 100 de zile, la 15 aprilie 2005, numeroase instituții de media au organizat un protest. De asemenea au fost depuse mai multe petiții.

#### Eliberare
Un comunicat al ministerului Afacerilor Externe din dimineața lui 12 iunie 2005 anunța eliberarea lui Florence și a ghidului său Hussein Hanoun în cursul după-amiezii zilei precedente, și întoarcerea acesteia în Franța în seara zilei respective în jurul orei 20h.